# Réjean Landry
Réjean Landry est un économiste et politologue québécois. Il a été professeur à l'Université Laval. Il possède une maîtrise en sciences sociales et en science politique de l'Université Laval ainsi qu'un doctorat en science politique de l'Université York.

## Distinctions
- 1999 - Membre de la Société royale du Canada, Académie des lettres et des sciences humaines[2]
- 2003 - Prix Marcel-Vincent[3]
- 2013 - Professeur émérite de l'Université Laval[1]